# Zwei-Kaiser-Denkmal

Zwei-Kaiser-Denkmal Halle (Saale)

Das Zwei-Kaiser-Denkmal war eine Gedenkanlage an den halleschen Klausbergen.

## Geschichte und Gestalt
Die Klausberge zwischen Giebichenstein und Trotha entwickelten sich im späten 19. Jahrhundert zu einer Gedenklandschaft mit der Gedenktafel an der Jahnhöhle (1878), der Eichendorffbank, die ihren Anfang in einem Gedenkstein von 1879 hat, und einer besonders markanten Gedenkanlage, die sich am südlichen Aufgang befand. Hier wurde im Jahr 1890 eine Steilwand mit einem Porträtmedaillon der beiden ersten deutschen Kaiser versehen. Dieses zeigte die Profile beider und wurde durch eine darunter zu findende Tafel mit den Worten „den grossen Kaisern / Wilhelm I. u. Friedrich III. / Giebichenstein 18 Oct. 1890“ erklärt. Die Kopfprofile wurden überlebensgroß angefertigt.
Links neben dem Medaillon und der Inschrifttafel befand sich eine monumentale, geflügelte Frauenstatue, die mit der linken Hand einen Zweig auf den Palmenkranz legte, der das Porträtmedaillon umgab. In der rechten Hand hielt sie ein Schwert, das im Hals eines am Boden liegenden Ungeheuers – wohl ein Drache – steckte, dessen Kopf so groß war wie ein ausgewachsener Mensch. Die rechten Krallen des Fabelwesen versuchten vergeblich den Palmenkranz zu ergreifen. Bei der weiblichen Figur soll es sich um eine Walküre handeln, bei dem Ungeheuer um den „Drachen der Zwietracht“. Eine andere Deutung sieht in der weißen Marmorfigur den Erzengel Michael.
In dieser allegorischen Darstellung des Ringens um Einheit stellt das Denkmal den Übergang zwischen den großen Gedenkanlagen für die Kriege, die zur Bildung des Deutschen Reichs geführt hatten – darunter insbesondere die Siegessäule (1872) und der Siegesbrunnen (1878) – und den Herrscherdenkmälern dar, die diesem Denkmal folgten, etwa dem Kaiser-Wilhelm-Denkmal (1901) oder dem nur wenige hundert Meter entfernten Bismarckdenkmal (1907). Keines dieser Denkmäler blieb länger als bis zum Jahr 1946 bestehen.
Als Bildhauer engagierte man Joseph Kaffsack, der zuvor vor allem im benachbarten Leipzig wirkte und noch im selben Jahr verstarb. Die Vollendung übernahm der schon zuvor beteiligte Bildhauer Franz Schwarz. Mit dem Ende des Kaiserreichs nach dem Ersten Weltkrieg wurden derartige Denkmäler nicht mehr gepflegt und verfielen allmählich. In den 1920er Jahren wurde das Zwei-Kaiser-Denkmal schließlich abgebaut, nachdem es im September 1922 schwer beschädigt wurde. Vermutet wurde, dass die Täter politisch motiviert handelten.